# .ag
ag. هو امتداد خاص بالعناوين الإلكترونية (نطاق) domain للمواقع التي تنتمي لأنتيجوا وباربودا.